# Escola Verge de la Salut
L'Escola Verge de la Salut és una obra eclèctica de Sant Feliu de Llobregat (Baix Llobregat) protegida com a Bé Cultural d'Interès Local.

## Descripció
Edifici de planta rectangular, de dos pisos (l'últim amb finestres que formen una galeria). Formada per dos cossos adossats de planta rectangular, un a doble vessant i l'altre de sostre pla, tots dos de teules.
L'església forma part del conjunt. És un edifici de planta rectangular i absis pentagonal. A la façana principal presenta tres finestres apuntades. La porta d'entrada és d'arc apuntat. Hi ha un petit campanar de cadireta a la façana principal.

## Història
Construcció de finals del segle xix.